# قلعه‌لی (گوراویماق)
قلعه‌لی (انگلیسی: Kaleli) (به کردی: Mişkan) یک منطقه مسکونی در استان بیتلیس ترکیه است.